# Ann Davison
Die Britin Ann Davison (* 1912; † 1992) ist die erste Frau, die einhand über einen Ozean – den Atlantik – segelte. Ein vorausgegangener Versuch, mit ihrem Ehemann Frank Davison eine Langstreckenfahrt zu unternehmen, hatte zum Untergang des Schiffes und dem Tod von Frank Davison geführt.

## Leben

### Jugend
Ann Davison (nicht ihr Geburtsname) wuchs an der Nordostküste Englands auf und verbrachte als Kind Zeit im Ferienort Seaton Carew (bei Hartlepool). In ihrer Jugend begann sie, sich für Pferde und das Reiten zu begeistern. In ihrem Studium würde sie sich später nach eigenen Angaben mehr um Pferde und das Erteilen von Reitstunden kümmern als um ihr eigentliches Fach.
Zum 21. Geburtstag schenkte ihr Vater ihr und einer Freundin eine Reise zu einer experimentellen Farm in der Provinz Entre Rios in Argentinien. Dort interessierte sich die junge Frau zunächst vor allem für die Pferde. Zur Farm gehörte allerdings auch ein Flugzeug, eine Curtiss JN, in der Ann Davison einmal mitgenommen wurde und eine „Flugstunde“ erhielt.
Nach ihrer Rückkehr nach Großbritannien unternahm sie daraufhin die Ausbildung zur Pilotin mit einer B-Lizenz, die nach ihren eigenen Schätzungen in dieser Zeit vermutlich nur ein Dutzend Frauen in Großbritannien besaßen. Sie arbeitete zunächst freiberuflich für Charter-, Werbe- und andere Flüge in der Nähe von London.

### Die Jahre mit Frank Davison
1937 fand die junge Frau eine Anstellung am privaten Flugplatz Hooton Park  am River Mersey (beim Manchester Ship Canal) im englischen Cheshire, der von Frank Davison (ca. * 1899) betrieben wurde. Frank Davison stammte ursprünglich aus der gleichen Gegend wie Ann, hatte sogar als Kind Strandtage am gleichen Ort verbracht. Im Alter von etwas über 20 Jahren ging Frank Davison nach Kanada, arbeitete in einem Holzfällercamp und als Goldwäscher, investierte am Getreidemarkt und in einer Ölgesellschaft, paddelte durch kaum erforschte Bereiche des Peace-River-Gebietes und fuhr mindestens bei einer Gelegenheit Hundeschlitten. Als er bei einem Vortrag Grenfell kennenlernte, ging er mit ihm nach Labrador, um ein Röntgengerät zu reparieren. Von Labrador kehrte er kurz vor dem Zufrieren der Wasserläufe auf einem Kutter (Segelboot) zurück und segelte den Sankt-Lorenz-Strom hinauf. Anfang der 1920er Jahre kehrte Frank Davison aus Kanada zurück und arbeitete für seinen Vater, einen Händler von Eisenbahn-Güterwaggons und seltener auch Dampfkränen und anderen Produkten. Später baute Frank Davison in Hooton den Segelplatz auf, der unter anderem Flüge für die britische Luftwaffe („Kooperationsflüge“), für Pressephotographen, Luftphotographie und andere Zielgruppen anbot. Aufgrund eines Sehfehlers auf einem Auge konnte Davison selbst keine B-Fluglizenz erwerben und kümmerte sich um die Verwaltung des Flugplatzes. Er hatte aber außerdem eine Amateurlizenz (A-Lizenz) und war in den letzten zwanzig Jahren, bevor Ann ihn kennenlernte, immer wieder geflogen.
Als Ann nach Hooton kam, war Frank Davison mit der Pilotin Joy Davison verheiratet. Als Ann und Frank Davison sich im Laufe von Anns erstem Winter in Hooton verliebten, erklärte sich Joy Davison zur Scheidung bereit. Kurz nach der einvernehmlichen Scheidung heirateten Ann und Frank Davison. Joy Davison starb ein Jahr später bei einem Flugunfall.
Im Zweiten Weltkrieg wurde der Flugplatz von der britischen Luftwaffe beschlagnahmt, und die Davisons mussten ihr Haus am Flugplatz aufgeben und zogen auf zwei Hektar gepachtetes Land, genannt Merebrook, im Herzen von Wirral, etwa zehn Kilometer von Birkenhead entfernt. Da Frank Davison von seinem Vater unter anderem die Abbaurechte für zwei Kiessteinbrüche geerbt hatte, baute er den Abbau der beiden Steinbrüche auf. Ann Davison bearbeitete in dieser Zeit das gepachtete Land, auf dem sie auch zwei Ponys hielt, die sie unter anderem als Kutschponys für Einkäufe und den Verkauf des angebauten Obstes und Gemüses nutzte. Außerdem kauften die Davisons in dieser Zeit die ersten Hühner und Gänse sowie Ziegen, Letztere zunächst als Milchlieferant, da das Land nicht zusätzlich als Weide für eine Kuh gereicht hätte. Nach weniger als drei Jahren in Merebrook kam es jedoch zu einem harten Winter, woraufhin der Kiesabbruch vorübergehend zum Erliegen kam und Hypothekenzahlungen (auf die Kiesbrüche) überfällig wurden. Als die Temperaturen stiegen und die Kiesproduktion wieder anlief, waren die Hypotheken bereits für verfallen erklärt worden. Da das gepachtete Land für intensive Bewirtschaftung nicht geeignet war, zogen die Davisons – angestoßen durch das Buch Dream Island Days von R. M. Lockley über das Leben auf einer kleinen Insel vor der walisischen Küste – auf eine Insel Inchmurrin im schottischen See Loch Lomond, wo sie Gänse und Ziegen züchteten. Die Verbindung mit dem Festland unterhielten sie durch ein Segelboot, ein kleines, offenes Kielboot, das aber vor allem der segelbegeisterte Frank Davison bediente. Nach wenigen Monaten kauften die Davisons die im gleichen See gelegene, kleinere Insel Inchfad und zogen im September 1944 als einzige Bewohner auf die etwa 50 Hektar große Insel. Nachdem der einjährige Mietvertrag über das Segelboot auslief, kauften sie den Rumpf eines 30 Fuß (9 Meter) langen Bootes, das sie zum reinen Motorboot ausrüsteten. Ann Davison erwarb in der Zeit auf den Inseln daher so gut wie keine Segelerfahrung.
Auf der Suche nach Abenteuern planten die Davisons eine Weltumsegelung in der robusten, aber heruntergekommenen Ketsch (Zweimaster) Reliance, einem 70 Fuß (21,3 Meter) langen früheren Fischkutter. Ihren Lebensunterhalt wollten sie verdienen, in dem sie über ihre Erlebnisse schrieben. Doch die Herrichtung des Schiffes in Fleetwood (in Lancashire) dauerte länger und kostete mehr als das Ehepaar aufbringen konnte, und die Davisons mussten deswegen Schulden aufnehmen. Als die Geldgeber 1949 die Hypothek auf die Reliance einfordern wollten, lief das Ehepaar kurzerhand auf seine große Fahrt mit Ziel Havanna aus.
Das Unternehmen endete jedoch in einer Katastrophe, denn gleich zu Beginn der Reise geriet die Reliance in einen verspäteten Frühlingssturm. Um nicht das Risiko einzugehen, in einem irischen Hafen wegen ihrer Schulden angehalten zu werden, versuchten die Davisons, den Sturm auf der offenen See abzuwettern. Aber der Motor des Schiffes versagte, und der Bordofen stürzte um und verursachte einen Brand. Im Versuch, sich und das Schiff zu retten, arbeiteten die Davisons bis zur Erschöpfung. Das führte dazu, dass Frank Davison zeitweilig wie von Sinnen war und Ann Davison allein ihren Ehemann und die Reliance versorgen musste. Als andere Schiffe ihnen Hilfe anboten, lehnten die Davisons ab und wollten lieber versuchen, einen kleinen Hafen anzulaufen, den sie nach einer Wetterbesserung unbemerkt wieder verlassen konnten. Doch die Reliance sank. Noch eine ganze Nacht lang gelang es den Davisons, sich auf dem Meer an einem kleinen Korkfloß festzuhalten. Schließlich wurde Ann Davison an Land gespült, wohingegen Frank Davison ums Leben kam. – Die Ereignisse hielt Ann Davison 1952 in ihrem Buch Last Voyage. An Autobiographical Account of All that Led Up to an Illicit Voyage and the Outcome Thereof (etwa: „Letzte Reise. Ein autobiographischer Bericht von allem, was zu einer unerlaubten Reise und ihrem Ausgang führte“) fest.

### Die Atlantiküberquerung
Doch die Idee einer weiten Segelfahrt ließ Ann Davison nicht los. Im Jahr 1952 kaufte sie die 23 Fuß (7 Meter) lange, 4,5 Tonnen schwere Bermuda-Slup Felicity Ann. Der Bau der Jacht war bereits 1939 (damals unter dem Namen Peter Piper) begonnen, aufgrund des Zweiten Weltkriegs aber bis 1949 verzögert worden. 1949 lief das in Holz gebaute Schiff schließlich als Felicity Ann vom Stapel. Als Davison es kaufte, war es also gerade drei Jahre alt.
Nach einigen Probefahrten lief Davison schon am 18. Mai 1952 mit der Felicity Ann, deren Segel durch ein Verfahren zur Erhöhung der Widerstandsfähigkeit dunkelblau gefärbt waren, aus Plymouth aus. Bis dahin verfügte die Britin trotz der kurzen Reise auf der Reliance nach eigenen Angaben kaum über Segelerfahrungen. Nach einer Etappe bis Las Palmas auf Gran Canaria (Kanarische Inseln) segelte Davison ab dem 1. Dezember 1952 3300 Meilen, mit einer Durchschnittsgeschwindigkeit von 2,3 Knoten, über den Atlantik nach Portsmouth auf der karibischen Insel Dominica (Kleine Antillen), das sie am 18. Januar 1953 erreichte. Anschließend fuhr sie bis zum 13. August 1953 nach Miami (Florida). Die Erlebnisse ihrer Atlantiküberquerung brachte sie später in ihrem Buch My Ship is So Small (1956) zu Papier.

## Die Schiffe:RelianceundFelicity Ann

### Verbleib derFelicity Ann
Die Felicity Ann wurde noch einige Jahre für Segelfahrten benutzt. Sie wurde schließlich von einem US-Amerikaner namens Shannon erworben. 1964 oder 1965 verkaufte er das Schiff am Vallejo Yacht Club in Kalifornien, um eine Pazifiküberquerung anzutreten. Nach einigen Jahren, in denen ihre Eigentümer unbekannt sind, lag die Felicity Ann seit ca. 1980 aufgedockt und gehörte zumindest in späteren Jahren einem Liebhaber, der das Holzschiff in Moose Pass (Kenai Peninsula Borough, Alaska) wieder herrichtete. Um das Jahr 2000 wurde sie von Cheri und John Hutchins gekauft. 2002/03 zogen die neuen Eigentümer aus Seward nach Haines (beides in Alaska), wo Hutchins eine Stelle als Friedensrichter (magistrate) antrat.

### Schiffsdaten
Die Schiffsdaten der Reliance und der Felicity Ann:
| Name                           | Reliance                                      | urspr. Peter Piper, ab Stapellauf Felicity Ann |
| Bauzeit                        |                                               | 1939–1949                                      |
| Stapellauf                     | 1903                                          | 1949                                           |
| Entwurf und Bau                | Scoba, Fleetwood                              | Mashford Brothers, Cremyll-Werft, Plymouth     |
| Rumpf                          | Pitchpine auf Eiche                           | Holz                                           |
| Länge über alles (Lüa)         | 70 Fuß (21,3 Meter)                           | 23 Fuß (7 Meter)                               |
| Länge zwischen den Polen (Lpp) | 64 Fuß (19,5 Meter)                           |                                                |
| Länge Wasserlänge              |                                               | 19 Fuß (5,8 Meter)                             |
| Breite                         | 18,1 Fuß (5,5 Meter)                          | 7,5 Fuß (2,3 Meter)                            |
| Tiefgang                       | 9,5 Fuß (2,9 Meter)                           | 4,5 Fuß (1,4 Meter)                            |
| Segelfläche                    |                                               | 237 Quadratfuß (22 Quadratmeter)               |
| Segel                          | Großsegel, Besan, 2 Vorsegel; ein Ballonsegel | Groß- und Vorsegel (Spinnaker?)                |
| Maschine                       | Gardner 2-Zylinder 48/60 PS Halbdiesel        | Coventry-Victor-Diesel (5 PS)                  |

## Weiterführende Literatur
- Ann Davison: Last Voyage. An Autobiographical Account of All that Led Up to an Illicit Voyage and the Outcome Thereof. William Sloane, New York 1952.
- Ann Davison, Gertrud Grell: … und mein Schiff ist so klein. Delius Klasing, 1962.

Englische Originalausgabe: Ann Davison: My Ship is So Small. Peter Davies Limited Press, 1956.